# Mis-Teeq: Greatest Hits
Mis-Teeq: Greatest Hits è un album delle Mis-Teeq, una raccolta pubblicata il 25 aprile 2005 dall'etichetta Universal Records. È stato l'ultimo album pubblicato dal gruppo prima dello scioglimento.
Dall'album è stata estratta come singolo la traccia Shoo Shoo Baby.

## Tracce
1. Scandalous (Stargate radio Mix) - 4:30
2. My Song - 4:12
3. All I Want (Sunship Radio Edit) - 3:28
4. All in One Day - 3:50
5. Can't Get It Back (Ignorants Radio Edit) - 3:35
6. How Does It Feel - 3:48
7. Best Friends - 4:37
8. Why? - 3:20
9. Just for You - 3:59
10. Style - 3:14
11. B With Me (Mushtaq Radio Edit) - 4:17
12. Home Tonight (feat. Joe) - 3:50
13. Roll On (Blacksmith Rub) - 3:57
14. One Night Stand (Stargate Radio Edit) - 3:25
15. Shoo Shoo Baby - 2:38

## Classifiche
| Classifica (2005)     | Posizione |
| --------------------- | --------- |
| Official Albums Chart | 28        |